# Michael Fisher
Michael Ellis Fisher (Fyzabad,Trinidad e Tobago, 3 de setembro de 1931 – 26 de novembro de 2021) foi um físico, químico e matemático inglês.
Conhecido por diversas contribuições na física estatística, incluindo sua teoria de transição de fase, pela qual ganhou várias homenagens.

## Biografia
Formado pelo King's College de Londres, onde obteve o Ph.D. em física em 1957. Tornou-se professor pela mesma universidade no ano seguinte. Em 1966 se mudou para a Universidade Cornell, onde se tornou professor de química, física e matemática, sendo o chefe do departamento de química no período de 1975 a 1978. Em 1971 se tornou membro da Royal Society.
Em 1983 Michael Fisher foi eleito membro da Academia Nacional de Ciências dos Estados Unidos, na seção de química. Desde 1987 trabalhou no Instituto de Física da Universidade de Maryland.
Fisher recebeu o Prêmio Wolf de Física em 1980 (junto com Kenneth Wilson e Leo Kadanoff), também recebeu em 1983 a Medalha Boltzmann pelo União Internacional de Física Pura e Aplicada, dentre outros prêmios. Também foi um dos que assinaram uma petição para o presidente Barack Obama em 2015 para que o Governo Federal dos Estados Unidos fizesse um pacto de desarmamento nuclear e de não-agressão.
Morreu em 26 de novembro de 2021, aos 90 anos de idade.